# Chamillionaire
Chamillionaire, pseudonimo di Hakeem Seriki (Washington, 28 novembre 1979), è un rapper statunitense.
È conosciuto anche come The Mixtape Messiah, Chamillion, Chamil, General Chamillionator e Color Changin' Lizard.
Agli inizi della carriera il suo intento nell'hip hop era quello di dimostrare che anche il South fosse capace di produrre buon materiale musicale. Ma la sua maggiore particolarità come artista rap sta nell'armonizzare i propri pezzi inserendovi delle vere e proprie parti cantate. Chamillionaire è stato un membro, nonché il fondatore, del gruppo The Color Changin' Click. Nel 2006, ha vinto il premio Grammy per la Best Rap Performance by A Duo Or Group grazie al suo singolo Ridin', in collaborazione con Krayzie Bone dei Bone Thugs-N-Harmony.

## Biografia e carriera

### Infanzia
Hakeem Seriki nasce a Washington il 28 novembre 1979. Suo padre è nigeriano, di 
etnia Yoruba ed è musulmano, sua madre è cristiana. All'età di 4 anni si trasferisce a Houston. Dopo che i suoi genitori divorziano, il ragazzo, adolescente, si trova a svolgere numerosi lavori per portare avanti la sua famiglia, come ad esempio trasportare sangue e urine per un laboratorio medico. In seguito si sposta nella zona settentrionale della città ed inizia ad orientarsi gradualmente verso il rap. Ascolta gruppi come i Geto Boys e 8 Ball & MJG, e ben presto inizia a scrivere rime e a sviluppare un vero e proprio amore per questa cultura.

### Gli inizi
Chamillionaire raggiunge i primi successi assieme al suo amico d'infanzia Paul Wall. I due cominciano la loro carriera in un gruppo gospel-rap chiamato The Sleepwalkers. Dopo un breve periodo di successo in giro per festival vari, il DJ di Houston Michael 5000 Watts nota le loro qualità artistiche e propone a entrambi di firmare un contratto per entrare a far parte della casa discografica Swishahouse. Presto Paul Wall e Chamillionaire entrano negli studi di Watts e questi concede loro la possibilità di eseguire un breve freestyle sulla stazione radio di Houston KBXX 97.9 The Box; a Watts piacciono tanto tali versi che presto li introduce in uno dei suoi mixtape. Inoltre, il freestyle diviene così popolare nelle strade che presto Paul Wall e Chamillionaire diventano definitivi membri della Swishahouse e aumentano le loro partecipazioni ai mixtape di Watts.
Nonostante lo strepitoso inizio, dopo poco tempo i due cominciano a soffrire del poco denaro che ricevevono a ogni mixtape pubblicato. Quando per lo stesso motivo il rapper Slim Thug lascia la Swishahouse, Chamillionaire e Paul Wall decidono di seguirlo e formano allora il proprio gruppo The Color Changin' Click. Ogni successivo mixtape pubblicato dal nuovo gruppo ha assai più opportunità, tanto che presto la casa discografica Paid in Full Entertainment arriva a proporre un contratto per la pubblicazione di un primo album dal titolo Get Ya Mind Correct. Il disco vende oltre le 100 000 copie.
A seguito del successo dell'album, sempre più case discografiche maggiori vogliono scritturare Chamillionaire e Paul Wall. I due decidono di rimanere indipendenti, nonostante la rotturà è imminente: solo al momento della lavorazione al secondo album, Chamillionaire comincia a manifestare tendenze musicali diverse da quelle del suo compagno. Si decide allora che ciascuno dei due avrebbe potuto dare sfogo alle sue idee creative in un proprio disco, e che entrambi i risultati sarebbero poi stati uniti in un doppio album. Ma quando Chamillionaire rimane insoddisfatto dell'opportunità che si presenta, decide di lasciare definitivamente il gruppo e di abbandonare la Paid on Full per fondare la sua propria etichetta Chamillitary, mentre Paul Wall torna alla Swishahouse.

### Gli anni 2004 - 2006

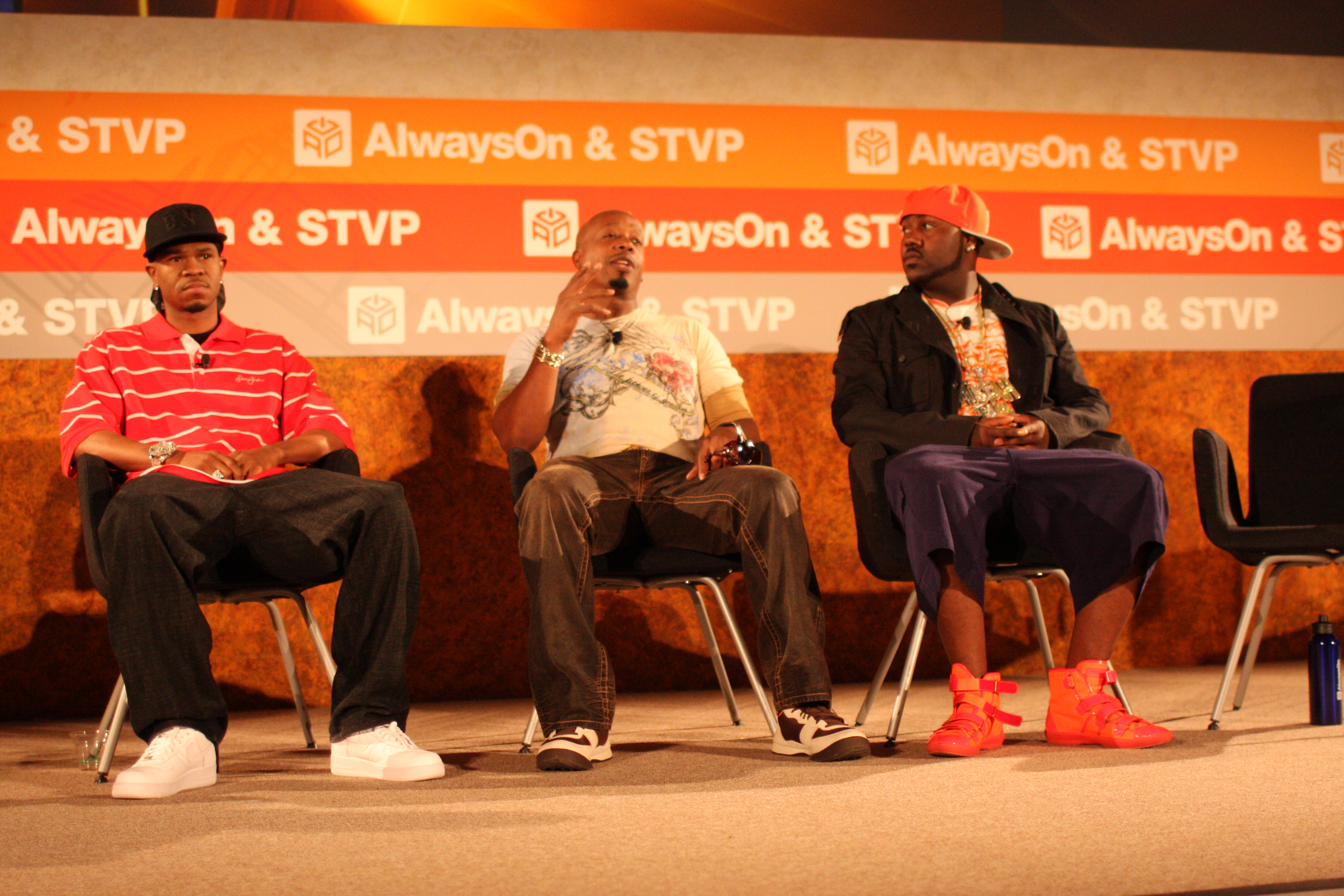
Chamillionaire con MC Hammer e Mistah F.A.B.

Chamillionaire comincia a pubblicare i propri mixtapes assieme al suo nuovo partner Lucky Luxurioso-Lashes. Quando il rapper firma verso inizio 2005 un contratto con la Universal Records, lui e Lucky entrarano in contrasto per via delle nuove possibilità di successo che si presentano. Il risultato è che Lucky pubblica nel 2006 il suo primo album da solista e attacca lì Chamillionaire. A seguito, i due non collaborano mai più assieme.
Il primo album che Chamillionaire pubblica sotto la "Chamillitary" nel novembre del 2005 si intitola The Sound of Revenge. Il primo singolo è Turn It Up, realizzato con Lil' Flip e prodotto da Scott Storch; il secondo è Ridin', con Krayzie Bone. Questo secondo singolo ha un successo così strepitoso tanto da far diventare l'album disco di platino.
Il terzo singolo doveva essere Think I'm Crazy, con l'artista R&B Natalie; Chamillionaire l'ha poi cambiato in Grown And Sexy. Nel febbraio del 2006 viene pubblicata una versione chopped and screwed dell'album, realizzata da OG Ron C.
L'enorme successo che Chamillionaire ottiene con questo suo primo album da solista lo porta a collaborare con artisti come Trick Daddy, Jibbs, Three 6 Mafia e Frankie J. Partecipa inoltre sia alla canzone Get Up di Ciara (inclusa nella colonna sonora del film Step Up), sia al remix di Ain't No Other Man di Christina Aguilera, e registra del materiale con 50 Cent e tutto il resto della G-Unit.
Nello stesso anno, Chamillionaire vince agli MTV Video Music Awards la categoria Best Rap Video sempre col suo singolo Ridin', battendo addirittura veterani come Busta Rhymes, 50 Cent e T.I. o l'emergente Yung Joc. Anche la suoneria del singolo ha un successo strepitoso, riscuotendo nel mondo milioni e milioni di download.

### 2007
Il secondo album di Chamillionaire, dal titolo Ultimate Victory, esce il 18 settembre 2007. Il primo singolo è Hip Hop Police, con Slick Rick e prodotto da Jonathan Rotem. L'album vede in chiave di produttori altri importanti esponenti come Rick Rock e Disco D; tra i tanti featuring vi sono quelli di Lil' Wayne, Pimp C e Bun B.
Nel 2007 Chamillionaire ha fatto anche delle brevi apparizioni televisive. È apparso sia in una puntata dell'ultima stagione della serie The Game, sia su MTV in Pimp My Ride, assieme al rapper Xzibit. Inoltre, è stato soggetto a una candid camera da parte del programma Punk'd.
Chamillionaire è inoltre in procinto di promuovere la sua nuova linea di scarpe Color Changing Kicks.

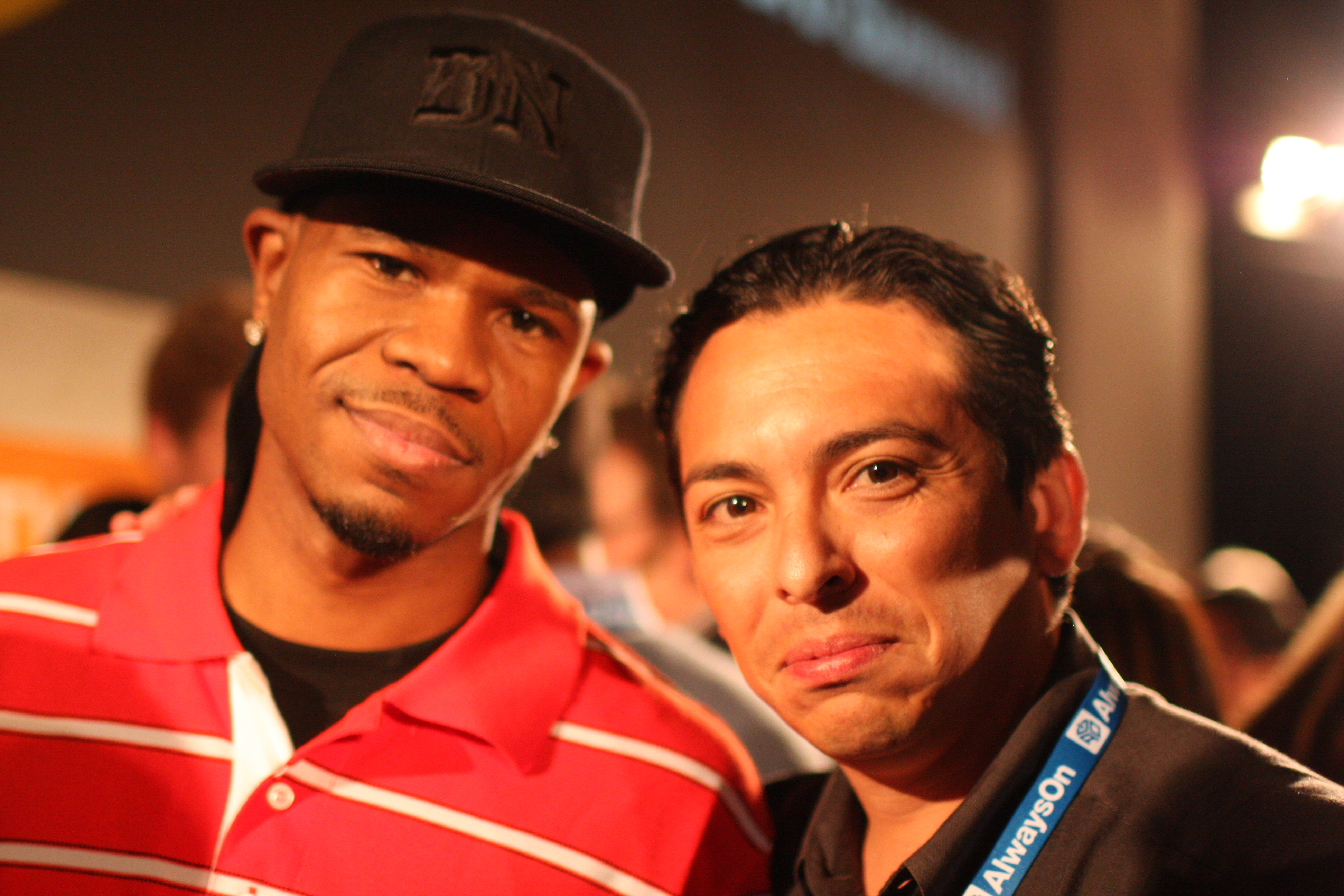
Chamillionaire con Brian Solis

## Divergenze
Chamillionaire ha avuto una faida col rapper Mike Jones, che l'avrebbe accusato di essere geloso del suo successo. Chamillionaire ha negato il tutto, dando a Jones del bugiardo e rispondendogli in Mixtape Messiah col nominativo di "Dike Jones". Sotto consiglio di Paul Wall e degli altri membri della Swishahouse, Chamillionaire è stato poi incoraggiato a lavorare a pieno con Jones per risolvere la questione. Le ostilità sono ora cessate, tant'è che i due nel 2007 si sono riuniti per la promozione dell'album Ultimate Victory.
Chamillionaire ha tuttavia confermato di odiare la pratica del Dissing, specialmente dopo l'uscita di Hip Hop Is Dead di Nas; ha poi lanciato un appello ai suoi fan chiedendogli di dimenticare tutte le faide nel mondo hip hop, compresa la sua con Mike Jones. Il rapper ha trattato questo problema nel mixtape Mixtape Messiah 2.

## 2011, l'addio alla Universal Records e progetti futuri
Recentemente Chamillionaire ha chiamato a firmare per la sua etichetta l'ex componente dei The Color Changin' Clik Yung Ro; con l'altro rapper suo protetto Famous, Chamillionaire ha intenzione di andare in tour e di pubblicare un album di gruppo. Entrambi i nuovi artisti pubblicheranno poi i loro album di debutto.
Altro artista a entrare a far parte della Chamillitary sarà Tony Henry, che debutterà nel campo dell R&B.
Chamillionaire ha inoltre dichiarato che continuerà a pubblicare i suoi mixtapes (ai quali ama dedicarsi più degli album, secondo quanto rilasciato in un'intervista). Il suo nuovo lavoro, dal titolo Mixtape Messiah 4, doveva uscire inizialmente il 18 settembre 2007, ma è stato posticipato a causa della tragica morte del rapper Pimp C e pubblicato infine il 27 agosto 2008.
Il 14 gennaio 2011, Chamillionaire ha annunciato la rescissione ufficiale del contratto che lo legava alla Universal Records a causa di divergenze con essa. Questo non gli ha permesso di poter pubblicare materiale di proprietà Universal Records e, di conseguenza, anche il suo album Venom è stato cancellato. Dopo questo annuncio ha pubblicato, a distanza di qualche settimana l'uno dall'altro, 4 singoli: When ya on Feat. Nipsey Hussle, This my world Feat. Big K.R.I.T, Charlie Sheen Feat. Rock D & Killer Mike, ed infine Passenger seat Feat. Short Dawg. Lo stesso Chamillionaire ha annunciato che questi 4 singoli faranno parte del suo nuovo album The Playlist Poison previsto per il 2011. Inoltre il 18 aprile 2011 sara' disponibile gratuitamente sul suo sito ufficiale il suo nuovo mixtape Major Pain 1.5. Il 20 marzo 2012 è uscito, tramite il sito ufficiale, l'EP Ammunition.

## Discografia
- 2005: The Sound of Revenge
- 2007: Ultimate Victory
- 2013: Poison
- 2013: Elevate

## Premi e riconoscimenti
| Manifestazione         | Categoria                                    | Canzone/Album        | Anno | Risultato |
| ---------------------- | -------------------------------------------- | -------------------- | ---- | --------- |
| American Music Award   | Favorite Breakthrough Artist                 |                      | 2006 | Nominato  |
| BET Awards             | Best New Artist                              |                      | 2006 | Nominato  |
| BET Hip Hop Awards     | Hip Hop Track of the Year                    | Ridin'               | 2006 | Nominato  |
| BET Hip Hop Awards     | Rookie of the Year                           |                      | 2006 | Vinto     |
| BET Hip Hop Awards     | Hip Hop MVP                                  |                      | 2006 | Nominato  |
| BET Hip Hop Awards     | Best Collaboration                           | Ridin'               | 2006 | Nominato  |
| BET Hip Hop Awards     | Viewer's Choice (Wireless People's Champ)    |                      | 2006 | Vinto     |
| Dirty Awards           | Most Bootlegged CD                           | The Sound of Revenge | 2006 | Nominato  |
| Dirty Awards           | Dirty Song Of The Year                       | Ridin'               | 2006 | Nominato  |
| Dirty Awards           | Best New Dirty                               |                      | 2006 | Nominato  |
| Grammy Awards          | Best Rap Performance By A Duo Or Group       | Ridin'               | 2007 | Vinto     |
| Grammy Awards          | Best Rap Song                                | Ridin'               | 2007 | Nominato  |
| MtvU Woodie Awards     | The Breaking Woodie – (Best Emerging Artist) |                      | 2006 | Nominato  |
| MTV Video Music Awards | Best Rap Video                               | Ridin'               | 2006 | Vinto     |
| Ozone Awards           | Best Video                                   | Ridin'               | 2006 | Vinto     |
| People's Choice Awards | Favorite Hip Hop Song                        | Ridin'               | 2006 | Nominato  |
| World Music Award      | World's Best Rap/Hip Hop Artist              |                      | 2006 | Nominato  |
| World Of Rap Award     | Ringtone Of The Year                         | Ridin'               | 2007 | Vinto     |
| BET Hip-Hop Award      | Best Hip-Hop Video Of The Year               | Hip Hop Police       | 2007 | Nominato  |